# Bradysia subgrandis
Bradysia subgrandis är en tvåvingeart som först beskrevs av Shaw 1941.  Bradysia subgrandis ingår i släktet Bradysia och familjen sorgmyggor.
Artens utbredningsområde är Oklahoma. Inga underarter finns listade i Catalogue of Life.